# Oltcit Club 11 R
Modelul 11R, a fost produs cu un motor de 1,129 cm3 aspirat, cu răcire pe aer, de tip boxer (asemenea celor în V), aprindere clasică cu platină și avea o cutie de viteze manuala cu 4 trepte, ușor de manevrat. Rotile erau de 13 țoli, însă , distanța între prezoane era mai mică decât la modelul 11 RM ( care utiliza jante de Dacia 1300 , de asemenea și sistemul de frânare) și sistemul de frânare era de tip plăcute cu discuri, montate direct pe cutia de viteze și nu pe butucul roții. Frâna de mână acționa tot pe roțile din față, practic blocând plăcuțele pe disc. Suspensia spate era de tip bară de torsiune, fără arcuri. Căldura era asigurată de 2 tuburi de aluminiu, izolate cu burete pe interior pentru a exclude zgomotele de trepidație, care prelua aerul cald de pe galeria de evacuare și i-l direcționa către interiorul mașinii printr-o aeroterma ( ventilator practic, neavând nimic altceva). Bordul era identic cu al tuturor celorlalte modele Oltcit, de diferite culori, cu tentă maro, vernil sau gri.